# One Shot 1995
Le migliori canzoni del 1995 in questo album della collana One Shot dalla Universal Music.

## Tracce
CD 1
1. Coolio feat. L.V. – Gangsta's Paradise – 4:00
2. Annie Lennox – No More "I Love You's" – 4:49
3. The Bucketheads – The Bomb! (These Sounds Fall Into My Mind) – 3:23
4. Shaggy – Boombastic – 4:06
5. Michael Learns to Rock – Someday – 3:50
6. Ziggy Marley and the Melody Makers – Power To Move Ya – 5:08
7. Blur – Country House – 3:56
8. Tricky – Hell Is Round The Corner – 3:56
9. Diana King – Shy Guy – 4:04
10. Jhelisa – Friendly Pressure – 3:49
11. The Cranberries – Zombie – 4:11
12. Tina Turner – Goldeneye – 4:45
13. Bobby Brown – Two Can Play That Game (Klassik Radio Mix) – 3:31
14. Deep Blue Something – Breakfast at Tiffany's – 4:17
15. The Mavericks – Foolish Heart – 3:32
16. Nick Cave and the Bad Seeds feat. Kylie Minogue – Where The Wild Roses Grow – 3:56
17. Gavin Friday – Angel – 4:09
18. Moby – Everytime You Touch Me (Beatmasters 7 Mix) – 3:41
19. Jade – Every Day Of The Week – 5:15

CD 2
1. Lighthouse Family – Lifted – 4:18
2. Everything but the Girl – Missing (Todd Terry Remix) – 3:53
3. Scatman John – Scatman (Ski Ba Bop Ba Dop Bop) – 3:32
4. Pulp – Disco 2000 – 4:33
5. Scarlet – Independent Love Song – 3:49
6. Ti.Pi.Cal. feat. Josh – The Colour Inside – 4:21
7. Joan Osborne – One of Us – 4:14
8. Dubstar – Stars – 4:07
9. Jestofunk – Can We Live (Special Edit) – 4:00
10. Stakka Bo – Great Blondino – 3:13
11. Hideaway – De'Lacy – 4:13
12. Billie Ray Martin – Your Loving Arms – 6:21
13. Alex Party – Wrap Me Up (Special Edit) – 3:34
14. Eternal – Power of A Woman – 4:20
15. Marilyn Manson – I Put a Spell on You – 3:36
16. Goran Bregović feat. Kolic Zlatko – Ya Ya (Ringe Ringe Raja) – 2:28
17. Alliance Ethnik avec Vinia – Respect – 4:35
18. Jah Wobble – Om Namah Shiva – 4:45
19. TLC – Waterfalls – 4:18